# متحف دبي للصور المتحركة
متحف دبي للصور المتحركة هو أحد المتاحف الحديثة في إمارة دبي، الإمارات العربية المتحدة، ويقع في شارع الشيخ زايد مباشرة. يحوي المتحف معرضاً دائماً يركز على ما قبل عصر السينما. افتتحه الشيخ ماجد بن محمد بن راشد آل مكتوم، رئيس هيئة دبي للثقافة والفنون يوم 12 كانون الثاني (يناير) 2014. يعرض المتحف ما جمعه أكرم مكناس بالتعاون مع بيير باتو، ويغطي تطور الترفيه المرئي من خلال أكثر من 300 قطعة أثرية كأجهزة تحريك الصور الأولى.
يعتبر متحف الصور المتحركة في دبي الأول من نوعه إقليمياً ودولياًوقد ترشح لجائزة “أوسكار المتاحف” ضمن حفل توزيع الجوائز لعام 2015 في لندن. ضمن فئة «أفضل وجهة ثقافية ناشئة في الشرق الأوسط»،

## ماهية المعرض
يعرض متحف دبي للصور المتحركة رحلة تطور الترفيه البصري— من بدايته ذات التقنية البسيطة إلى ولادة السينما الحديثة. تأسس المتحف مرتكزًا حول مجموعة أجهزة الصور المتحركة الخاصة بالمالك السيد أكرم مكناس التي يرجع تاريخها إلى ثلاثينيات القرن الثامن عشر. وتعرض المجموعة تفاصيل التطور من خيال الظل إلى آلات التصوير ذات الثقب (الغرفة المعتمة) وأجهزة صندوق الدنيا والفوانيس السحرية وصولاً للصور الإستريوسكوبية (المجسمة) وتقنيات الرسوم المتحركة والتصوير السينمائي الحديثة. كما يتيح المتحف للزوار اللعب ببعض مقتنيات المتحف، مثل جهاز صندوق الدنيا الهولندي الذي يعود تاريخه إلى القرن الثامن عشر أو عن طريق لف بكرة جهاز الميوتوسكوب الذي يعود تاريخه إلى أوائل القرن العشرين. ويعرض المتحف أيضاً مجموعة من بكرات أفلام شارلي شابلن المتحركة والرسومات وقاصات الورق التي استخدمت وقتها.
ويعود تاريخ أقدم قطعة في المتحف إلى عام 1750م، وهي عبارة عن آلة تصوير على شكل صندوق تقدم انعكاس للصور في أوقات مختلفة، وذلك من خلال التحكم بأساليب الإضاءة المتبعة قديماً، وهي الشمعة أو الإضاءة بالزيت.

## معرض الصور

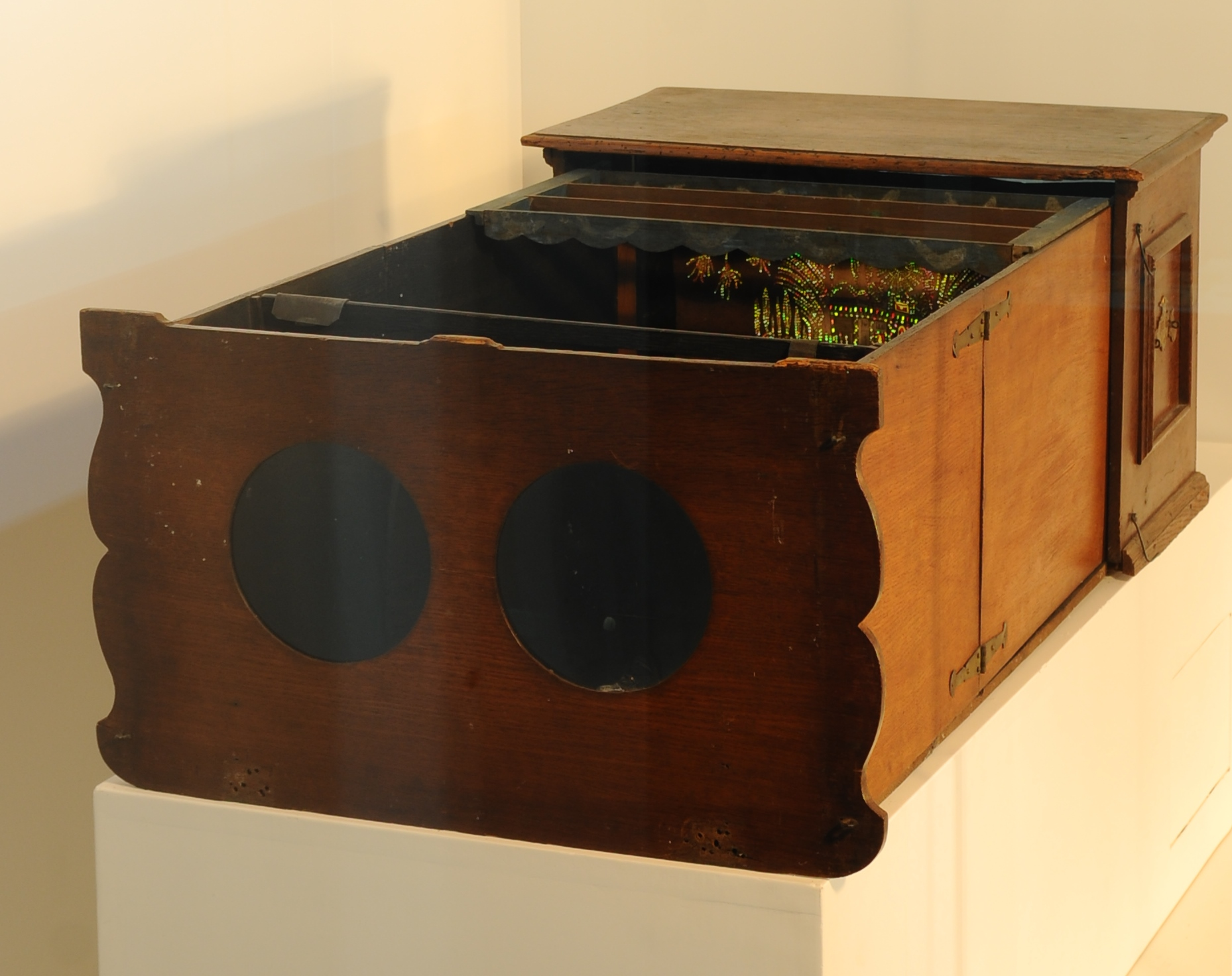
A Dutch Peepbox from the middle of the 18th century exhibited at the Dubai Moving Image Museum.
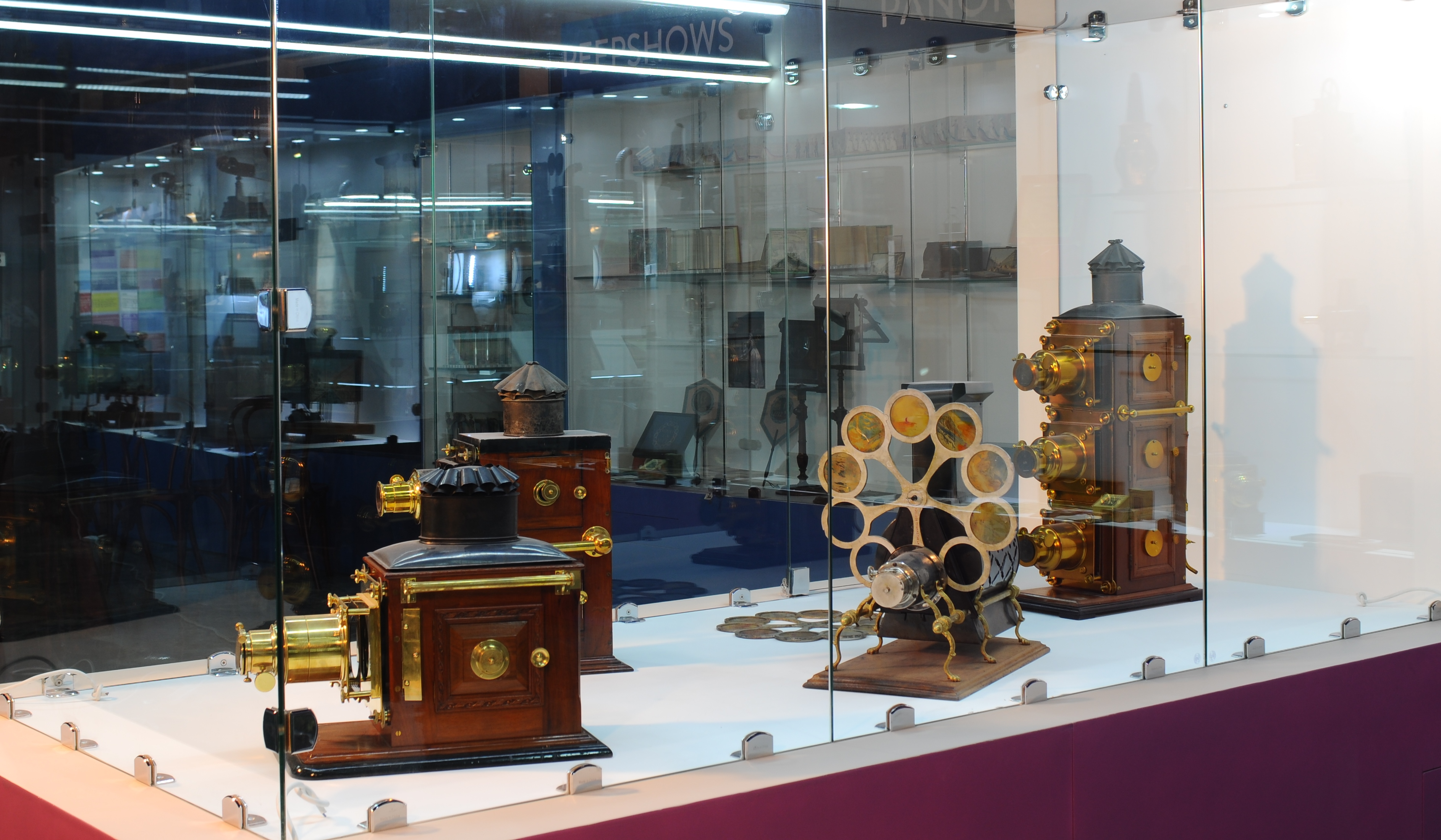
فوانيس سحرية معروضة في متحف دبي للصور المتحركة.
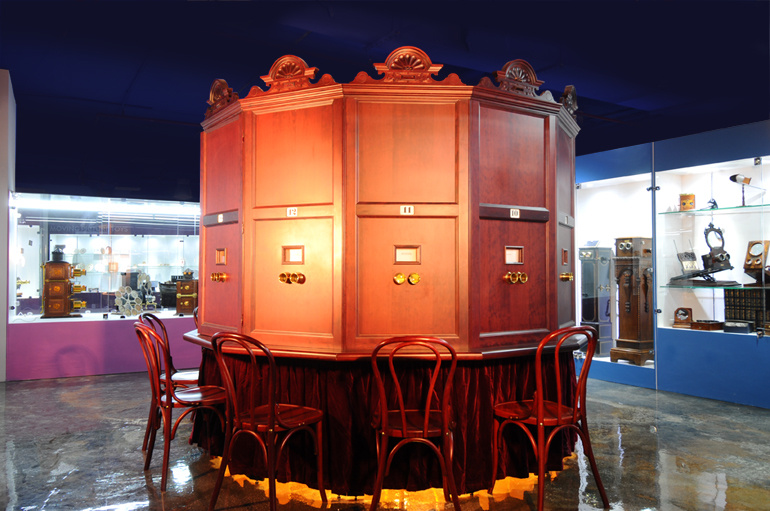
Kayserpanorama within the Dubai Moving Image Museum.
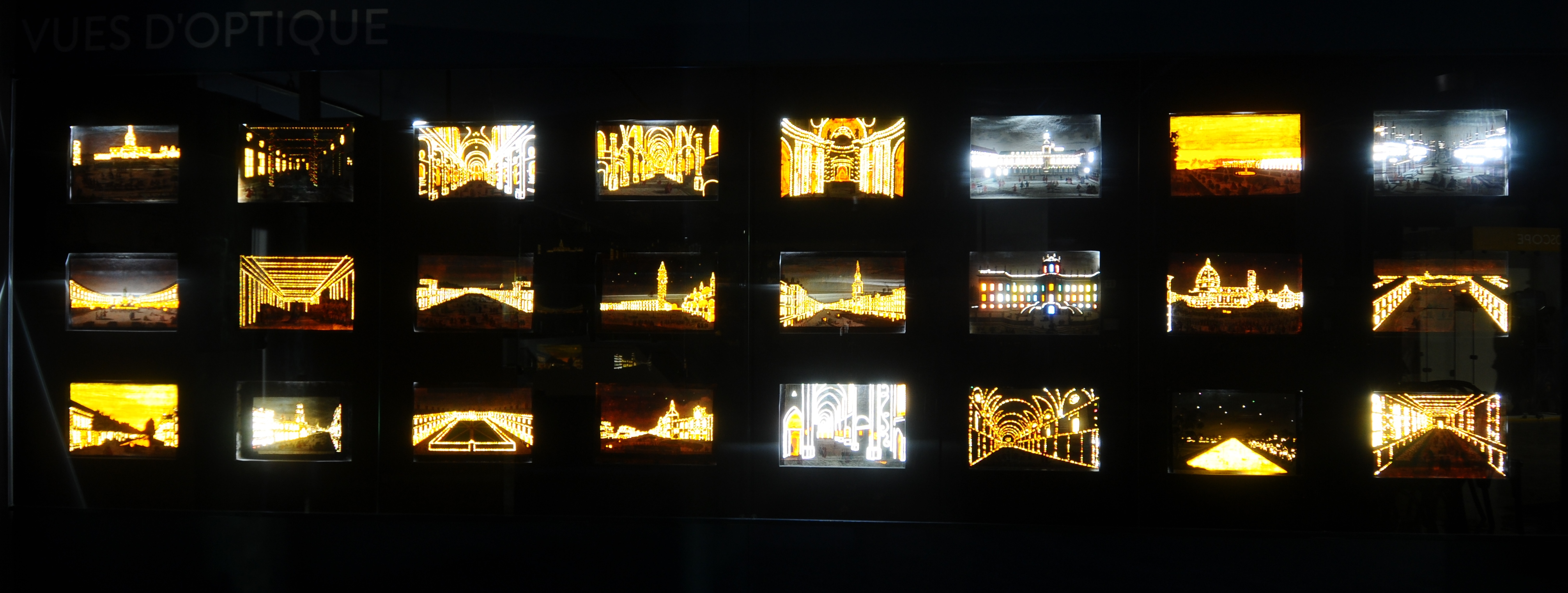
The "Vues d'Optiques" displayed on the wall of the Dubai Moving Image Museum.
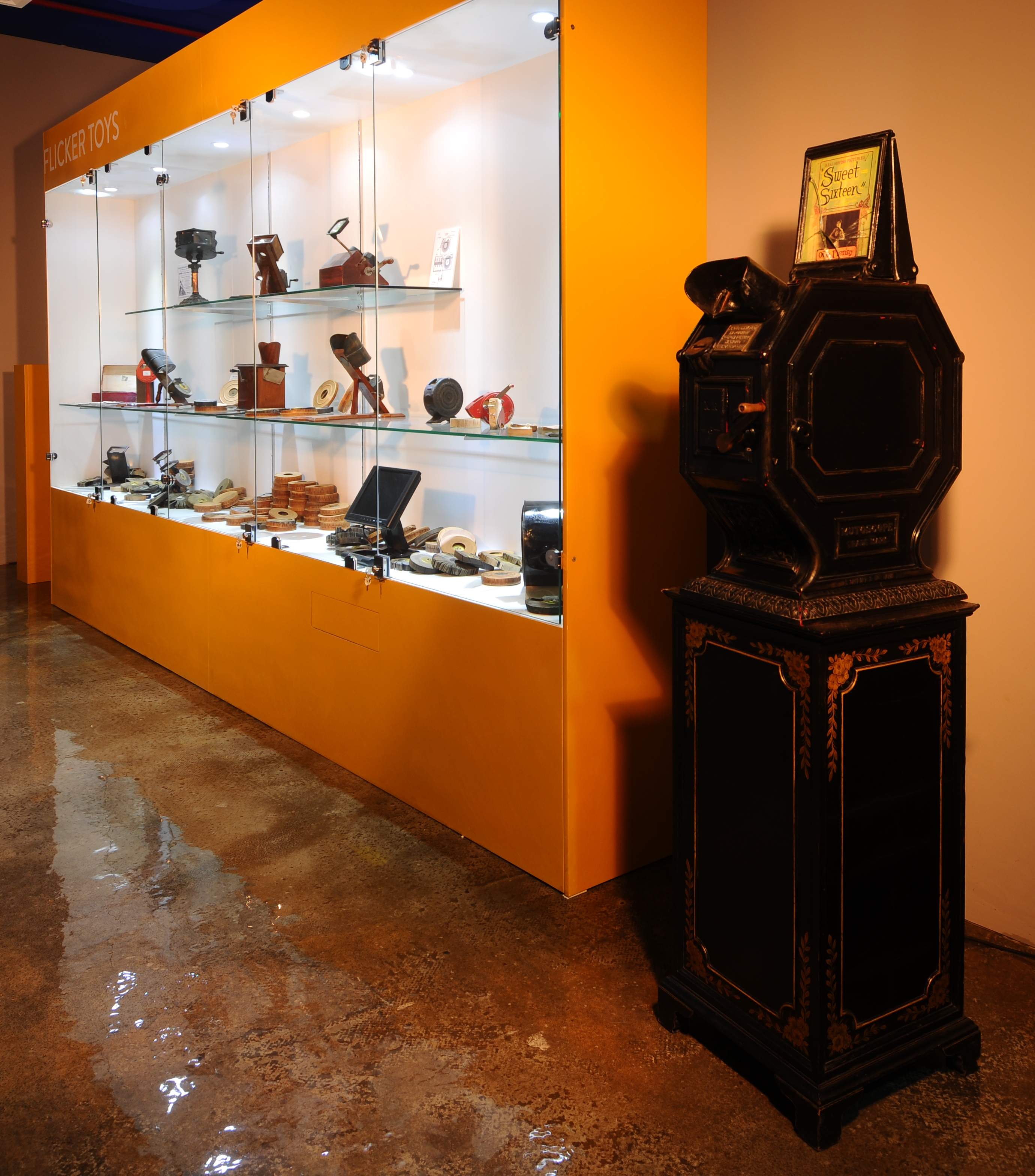
A rare Gaumont Mutoscope from 1897 and the Flicker Toys section in the Dubai Moving Image Museum.
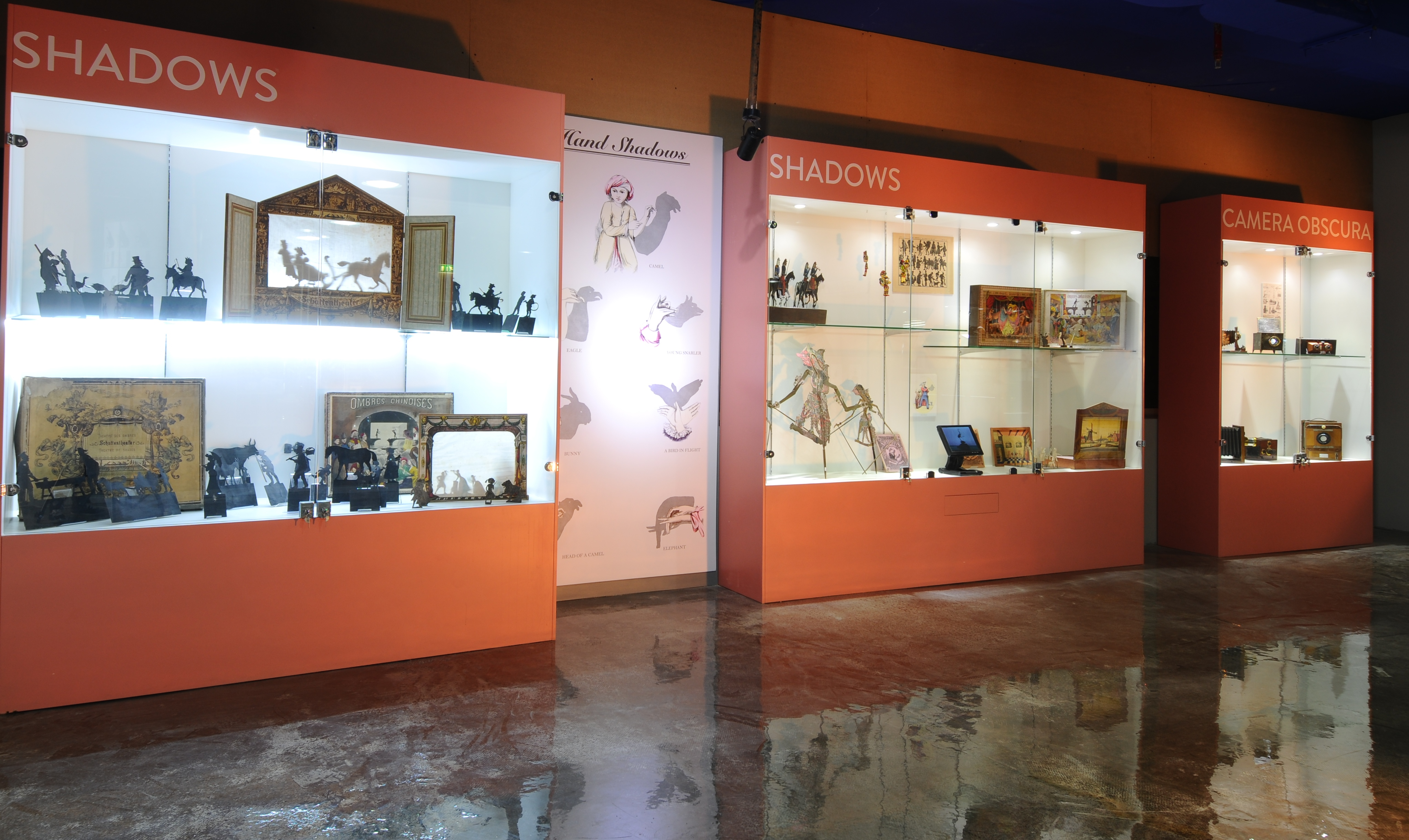
مسرح خيال الظل والدمى
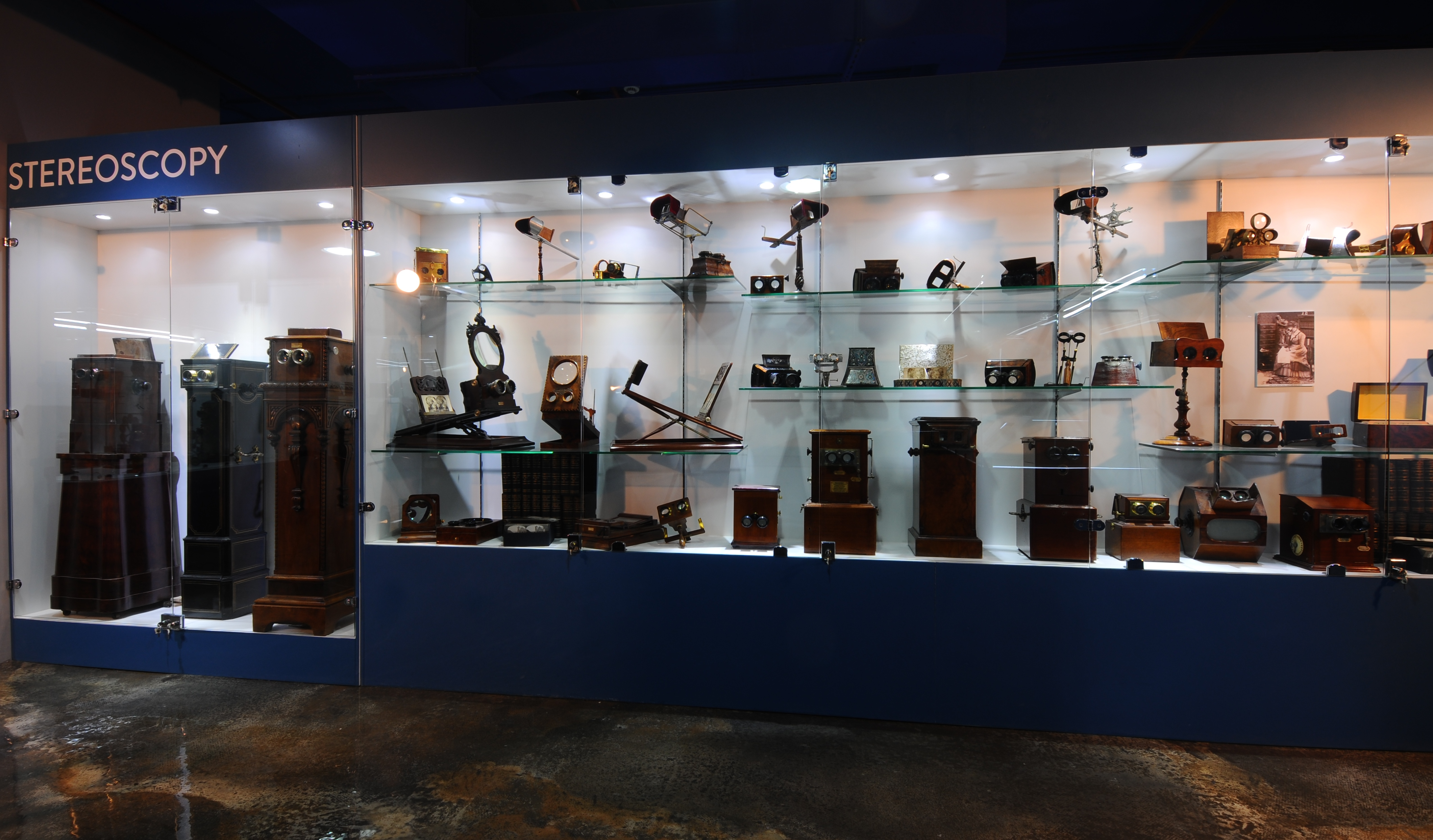
The important Stereoscopy section at the Dubai Moving Image Museum.
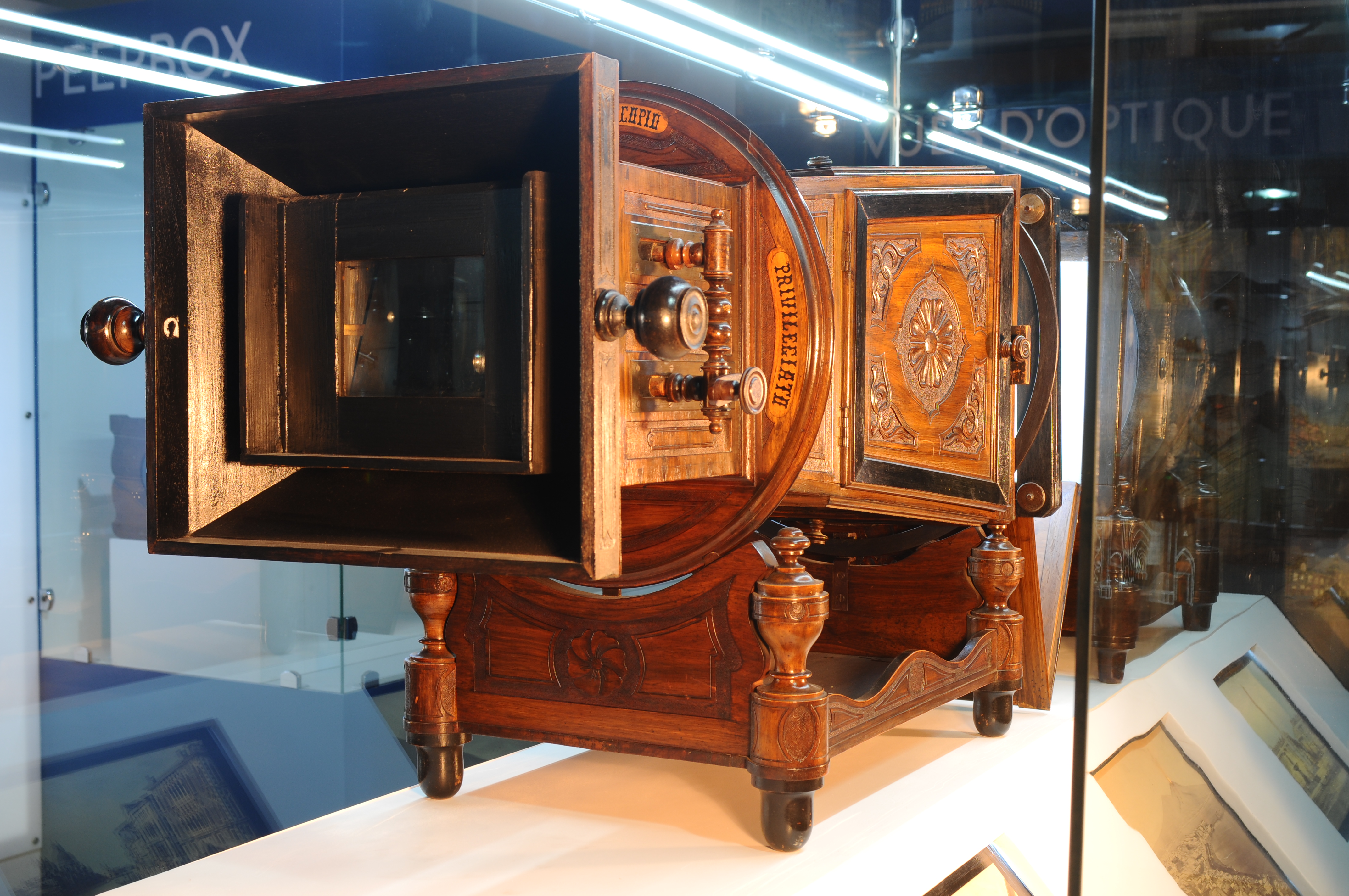
Italian Megalethoscope from the middle of the 19th century displayed at the Dubai Moving Image Museum.
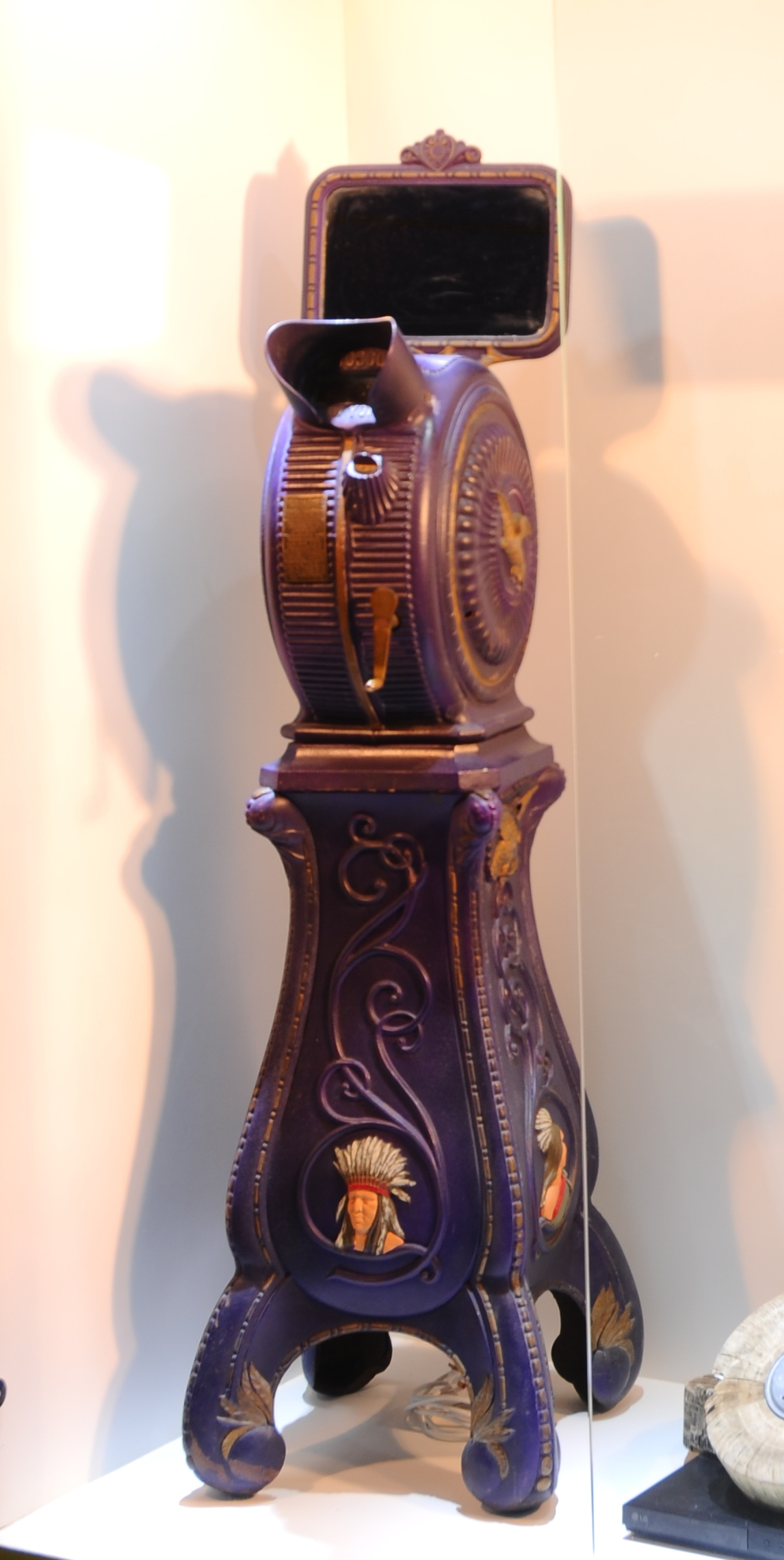
A very rare piece: the "Indian" Mutoscope, at the Dubai Moving Image Museum.

## روابط خارجية
- الموقع الرسمي للمتحف